# 巴義慈
巴義慈（義大利語：Alberto Papa，1935年11月27日—2020年10月31日），義大利方濟會神父，長年在臺灣桃園市復興區泰雅族部落傳教，並研究、教導泰雅族語，主張泰雅族有文字。

## 生平

### 至泰雅部落傳教
巴義慈出生於1935年11月27日。兄弟姊妹七人中，排第五的他小時身體不好常腹痛，有生命危險，於是他母親天天祈禱，恢復健康後，他立誓當神父。1963年，他奉梵蒂岡教會指派，跟隨總主教藍澤民和石德神父從義大利至臺灣。
巴義慈是以復興鄉（今復興區）三民天主堂為據點，在泰雅族各部落宣揚教義。當時復興鄉沒有交通工具，從三民村到各會堂及傳教站全都依走路，到最遠的爺亨部落得從凌晨四時出門，爬山涉水，到晚上六點時才會到，因太過艱辛，他一度想放棄，直至後來有了交通工具，也曾因為太過辛勞在開車時發生車禍，但認為是聖方濟精神和福傳的使命，支持他勇往直前沒有放棄。

### 主張泰雅文字說
巴義慈雖事前已學兩年漢語，但到了原民部落後，發現泰雅族老人只會說泰雅語和日語，因此開始學泰雅語。在學習泰雅語過程中，他意外發現該該語中有「書」（Biru）的語彙，還有多達廿五個關於「寫」的用法，包括「我寫」、「我剛才寫了」、「讓我來寫」、「我將寫」、「不要寫」等各種「時態」的用法，他認為，若是泰雅族沒有文字的話，要如何有「寫」、又怎麼會有「書」？
巴義慈又蒐集不少傳統泰雅布匹，發現花紋\、/、V，居然是分別代表數字一到三，引起他泰雅是否曾有文字的好奇。深入探訪泰雅族長老時，長一輩的人告訴他，「Biru」字除書的意思之外，也被用來指泰雅傳統紡織品上的花紋和圖案，而這些花紋正是記錄一件與他們族人生活有關的事。曾一位住在復興鄉三民村十八鄰的泰雅老人向巴神父表示，織品上的花紋正是泰雅文字，並指出，這樣的織品樣式有十種之多。另一位住在羅浮村的老婦說明，雖然她自己不會讀那些「字」，但她小時聽母親讀過，母親不但會繡，也會熟練地讀。長老們並指出，從前有一位住在霞雲村、名叫Amuibagah的婦女，是村中最有經驗最會繡織花紋的泰雅婦人，她不需要看著樣本或圖型，也能把以往的歷史事蹟用繡織的花紋記錄出來，像她這些會紡織用花紋「寫」下歷史的人，被稱為「懂事或聰明的婦女」（KnerilBale），而不會紡織「文字」者則被稱為智力較低的女人（Putut）。族人說，從前祖先就是事情織在布上記錄下來，成為現在泰雅文字僅存的「遺跡」。
巴義慈認為在天主的國度中，語言沒有優劣之分，期盼泰雅族人能因文字的發現，建立起族群的尊嚴和信心，不再以自己的文化語言為恥。
對泰雅文字說，中央研究院民族所學者陳茂泰認為，台灣原住民各族應無文字，各族僅為符號階段。他表示，按照人類心智發展的軌跡來看，符號累積至相當程度，應會有文字產生，但也會面臨如何流傳的現實問題，以目前仍有部分泰雅族的老人會的結繩紀事，及早期原住民也多以竹子構築生活所需工程，繩子所傳達的訊息和竹子可能留下的生活符號，都容易因其材質易腐而無法久遠流傳，且另一問題是沒有文字使用的空間和頻率，缺乏能延續的條件。

### 輔導原住民
巴義慈也從事輔導及增進當地泰雅族生計與福利工作，如開辦裁縫班教導婦女取得一技之長、規劃復興分堂做為初中學生宿舍提供免費食宿與改善青年學習環境。他發覺全鄉只有一個衛生所主任替人看病，因此在三民村開了一間藥房，請來醫生每週上山兩至三次為鄉民服務，後在義大利方濟會支持下，在三民開設一間擁有病房的兩層樓診所服務地區。復興鄉長林信義回憶，從小看到巴神父不分教派發放救濟品，服務原住民。
1965年，耶穌會選派杜華等人至泰國曼谷學習成立儲蓄互助社，此後臺灣陸續建立互助社。巴義慈則是在復興鄉建立了儲蓄互助社，以協助原住民養成儲蓄習慣。

### 教導泰雅語
巴義慈發現山地鄉隨著時代演變及社會發展，年輕一代紛紛往平地求學，有的原住民小朋友甚至連母語都聽不懂。他便以羅馬拼音將聖經翻譯成泰雅語，並長時間在介壽國中及大溪國小等學校教授泰雅族，以自己為水泥匠之子，要為泰雅族的孩子打下母語基礎。
巴義慈本想編寫泰雅語字典，但因之前就有人寫，便改寫泰雅語文法書。過去同為神父的孫國棟就寫有泰雅語文法書，但卻是新竹縣、苗栗縣山區使用的汶水泰雅語，與桃園不同。1986年，巴義慈先編了一本泰雅語文法，1995年又出版泰雅語初級教材，共印行一千本，費用十多萬元均由一位醫師贊助。
前兩本泰雅族母語教材因付印經費有限，都未附錄音標讀法，因此學生學習上較感吃力，巴義慈為了便利教學，1997年又編寫附有泰雅音標的教材，但找不到助印人，便有意向教會或公益慈善團體求援，地方民代獲悉後感到汗顏，紛紛表示要助付。復興鄉代會主席高明亮指稱，將要求鄉公所在下年度編列推廣母語教材預算，協助巴神父出版其教材，並發給鄉內各國小教學使用。
巴義慈還參與泰雅族的彌撒經文編纂小組。

### 晚年
2005年，三民教堂成立五十周年，巴義慈為讓天主教融入原住民的生活，特地將教堂內的聖母瑪麗亞像從額頭，兩頰到下巴都紋上金色紋面，為台灣宗教界獨一無二的創舉。他表示泰雅族神話，有一名十七歲的紋面少女，懷了風神的聖嬰，而《聖經》也提到耶路薩冷的瑪麗亞，在十七歲時懷了神子耶穌，東西方的聖母不謀而合，激起他替聖母紋面的動機。
同年10月26日，桃園縣政府頒發第一屆桃園奉獻獎給巴義慈、廖秀年、鍾肇政、馬玉芳、葉雪雄、黃厚源、簡麒標、劉慶茂、謝文和、傅木枝。
2009年7月4日，計畫當月20日返回家鄉的巴義慈，在羅浮國小接受惜別感恩會，除鄉民外，還有監察院長王建煊、天主教新竹教區主教李克勉、方濟會會長高征財神父、林信義及縣議員張廷晟、佛光山寶塔寺住持慧得法師參與。
2009年7月，巴義慈返回義大利後，2010年7月再度回臺灣，盼能完成泰雅族語的文學研究。他說到臺灣初期，完全無法適應臺灣飲食文化，返回義大利故鄉，反而吃不慣義大利料理。2013年10月5日，縣長吳志揚前來三民天主堂親送巴神父一張敬老愛心卡，以感謝付出。
2016年6月間，巴義慈才接受教會安排，退休返回家鄉養老。

### 去世
2020年10月31日，巴義慈於家鄉萊切去世。次月8日，駐教廷大使李世明親自開車七百餘公里去哀弔，發現其房間桌上擺滿巴神父在臺灣的照片，從為教友證婚、慶生、出生洗禮、團體活動合影照片，還有泰雅圖騰。為代表臺灣永念巴神父的貢獻，駐教廷大使館特別製作印有泰雅族圖樣的蠟燭，連同中華民國與教廷的國旗徽章，一起放在其墓碑前。
11月20日，總統蔡英文頒發褒揚令，原文如下：

天主教方濟會義大利籍神父巴義慈，穎異內敏，朗暢恢奇。少歲趨庭承訓，矢願獻身教會，卒業萊切(Lecce)神學院，礱磨潛脩，軼類出群。嗣跨洋遠渡來臺，遄入新竹教區復興堂區，躬蹈踐履，殫憂極瘁，肇啟四十餘載宣道淑世歲月。期間足跡遍及部落山區，提供多元社會服務，探求傳統信仰祭儀；創立儲蓄互助機制，開設聖方濟仁愛診所；籌辦迴聲堂訊刊物，推動文化資產保存，振裘持領，秉智恪勤；康濟博施，明效大驗。復悉力泰雅族母語彌撒經本編纂，窮精族語教材研習；張拓青年自學管道，強化職能技藝培訓，覃思劃策，長慮遠圖。曾獲頒桃園縣復興鄉榮譽鄉民暨文化局第一屆桃園奉獻獎等殊榮。綜其生平，抱志敦惠－厚澤溥乎原民，卓行標矩－德音播於偏鄉，遐福聲采，蓬島遺芬。遽聞安息主懷，悼惜良殷，應予明令褒揚，用示政府篤念馨耆之至意。

總　　　統　蔡英文　　　　

行政院院長　蘇貞昌　　　　

11月21日，原住民族委員會於巴神父追思彌撒中，追頒三等原住民族專業獎章，並由所屬的方濟會中華會省會長禹成勳神父代為受領。

## 著作
- 巴義慈. . 1986  [2017-12-25]. 原始内容存档于2014-03-02.
- 巴義慈. . 1995  [2017-12-25]. ISBN 9789579950473. 原始内容存档于2014-03-02.
- 巴義慈. . 2000  [2017-12-25]. ISBN 9789579746762. 原始内容存档于2014-03-02.